# دولني كوبين
 دولني كوبين (بالسلوفاكية: Dolný Kubín)‏ مدينة في شمال سلوفاكيا وتتبع إقليم جيلينا.

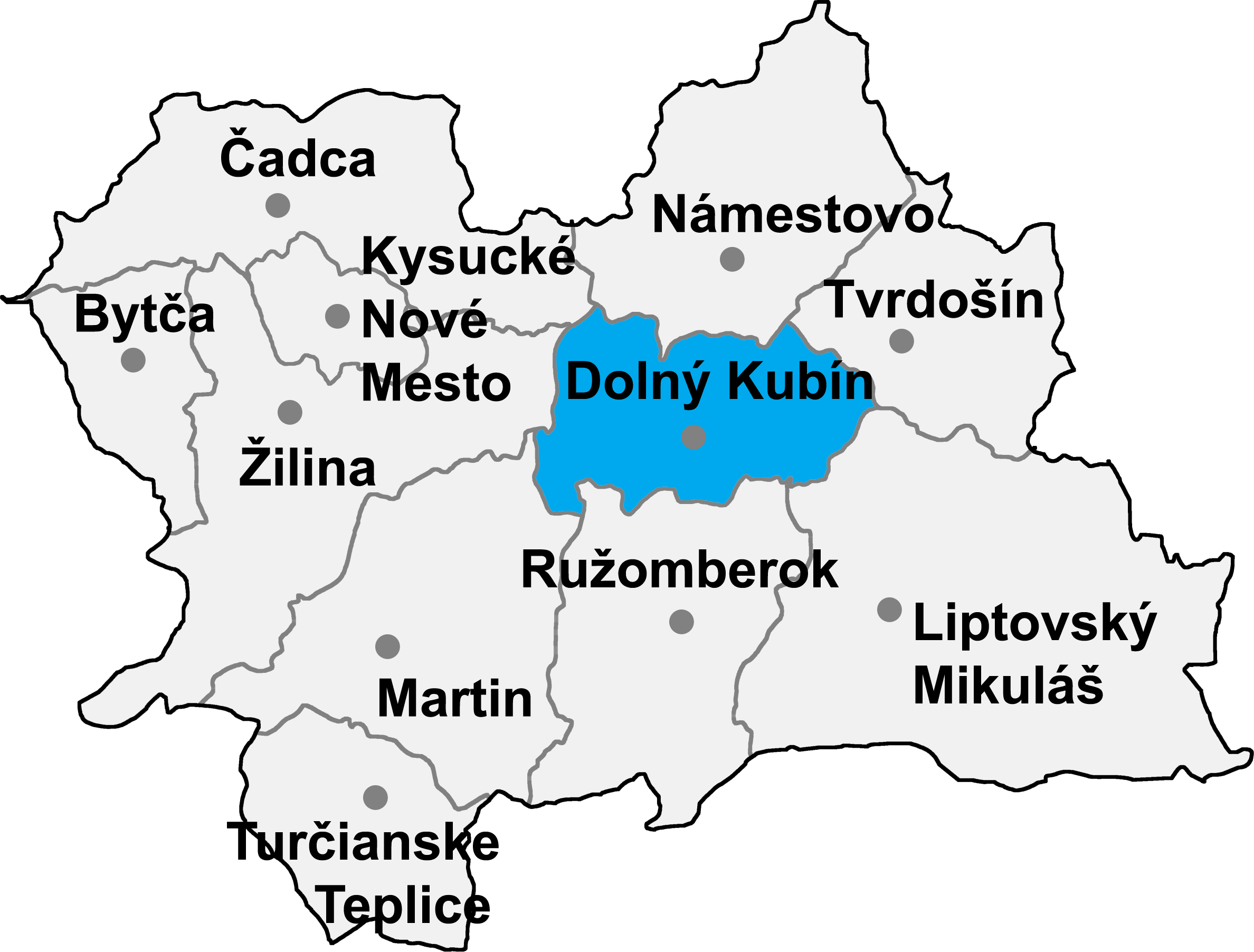
موقع دولني كوبن في إقليم جيلينا

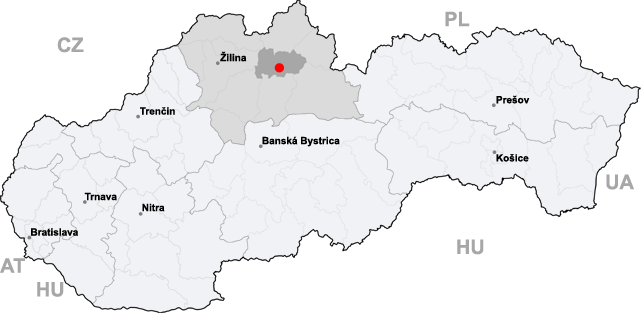
موقع دولني كوبن في سلوفاكيا

## توأمة
لدولني كوبين اتفاقيات توأمة مع كل من:
- إيغر
- Zawiercie [الإنجليزية]‏

## أعلام
- ماتوش كوزاتشيك
- يان ماسلو